# Times New Roman

Times New Roman
con 25 puntos comparado con Georgia con 27 puntos.

Times New Roman es una tipografía del tipo serif encargada por el periódico The Times (Londres) en 1931 y diseñada por Stanley Morison junto a Starling Burgess y Victor Lardent. El diseño de Times New Roman se basa en una antigua fuente sans-serif, Plantin Font y fue publicada por primera vez por Monotype Corporation en 1932. Aunque no es utilizada actualmente por The Times, se encuentra muy extendida para la impresión de libros.
En sistemas de tipografía digital, Times New Roman suele ser la primera tipografía codificada y se utiliza para examinar la calidad del sistema de tipografías digitales. Por esto, los diseñadores de software y organizaciones comerciales tienen especial cuidado con ella.
Times New Roman ha influido en el desarrollo de varias tipografías serif antes y después del comienzo de la era digital. Un ejemplo notable es el tipo Georgia.
Una versión de Times New Roman fue producida por Monotype para Microsoft, y distribuida con todas las copias de Microsoft Windows desde la versión 3.1. Al igual que con Times en el Apple Macintosh, es usada como la tipografía por defecto en muchas aplicaciones informáticas, especialmente en navegadores web y procesadores de textos. En cualquier caso, Microsoft reemplazó Times New Roman por la fuente sans-serif Calibri, en Microsoft Office 2007, y por Aptos en 2023.
En 2004, el Departamento de Estado de los Estados Unidos anunció que a partir del 1 de febrero de 2004 todos los documentos de la diplomacia de Estados Unidos usarían Times New Roman de 14 puntos en vez de la anterior tipografía, Courier New de 12 puntos.

## Times Roman

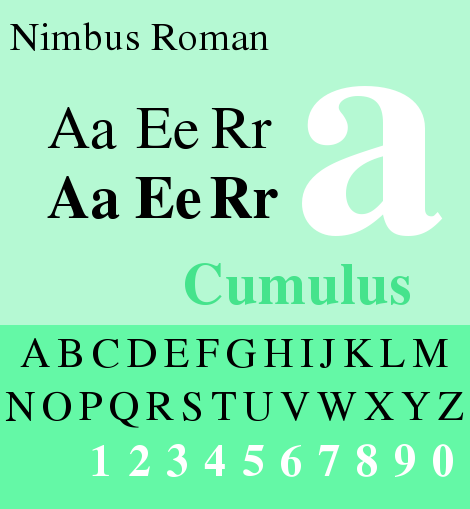
Una representación del tipo de letra Nimbus Roman, de acuerdo con el estilo de otras representaciones tipográficas en Wikipedia.

Times Roman es una tipografía con serifa. Es la versión de Linotype de la tipografía Times New Roman correspondiente a Monotype.
Las diferencias entre Times Roman y Times New Roman PS son en su mayoría temas de la propiedad de la marca registrada. 
Los sistemas Microsoft Windows poseen la tipografía de Monotype Times New Roman PS mientras que los sistemas de Apple Macintosh tienen la tipografía de Linotype Times Roman (llamada simplemente ‘Times’). Los sistemas que utilizan software Open Source suelen tener la versión de URW++ Nimbus Roman No9 L, que es la versión PostScript de Times Roman de URW, publicada bajo la GNU General Public License.